# Gasztony, Vas
Gasztony  este un sat în districtul Szentgotthárd, județul Vas, Ungaria, având o populație de 443 de locuitori (2011). 

## Demografie
Componența etnică a satului Gasztony
     Maghiari (97,85%)
     Germani (2,15%)
Componența confesională a satului Gasztony
     Romano-catolici (77,88%)
     Fără religie (4,97%)
     Reformați (2,03%)
     Necunoscută (15,12%)
     Alte religii (1,13%)
Conform recensământului din 2011, satul Gasztony avea 443 de locuitori. Din punct de vedere etnic, majoritatea locuitorilor (97,85%) erau maghiari, cu o minoritate de germani (2,15%).  Din punct de vedere confesional, majoritatea locuitorilor (77,88%) erau romano-catolici, existând și minorități de persoane fără religie (4,97%) și reformați (2,03%). Pentru 15,12% din locuitori nu este cunoscută apartenența confesională.